# Anagyrus aquilonaris
Anagyrus aquilonaris är en stekelart som först beskrevs av John S. Noyes och Hayat 1984.  Anagyrus aquilonaris ingår i släktet Anagyrus och familjen sköldlussteklar. Inga underarter finns listade i Catalogue of Life.